# ラブソングス (岡林信康のアルバム)
『ラブソングス』は、岡林信康が1977年4月25日に日本コロムビアから発売したスタジオ・アルバム。

## 解説
前作の演歌的アルバム『うつし絵』とは対極のフォーク的手法＝私小説的なリアルな歌を書いてみたいとの思いから発表されたアルバム。
発売当時、辛口採点で有名だった「ニューミュージック・マガジン」編集長の中村とうようが、「アコースティックの弾き語りにこれだけエネルギーを使って立ち向かったのは初めてだ」と、誌上で100点満点をつけたことでも有名。
音楽ライターの田口史人も、岡林信康のアルバムの代表作はこのアルバムだと書いている。

## 収録曲
全作詞・作曲：岡林信康

### Side A（アコースティック・サウンド）
1. Mr.Oのバラッド  –  (7:27)
  - 山谷体験を通して、高石友也の歌を聴いて、歌手になるまでを綴った歌。
2. みのり  –  (5:54)
  - 娘みのりを想って書かれた歌。
3. からっぽの唄（アルバム・バージョン）  –  (5:24)
4. 五年ぶり  –  (6:07)
  - 別れた女性との再会を歌った歌。

### Side B（バンド・サウンド）
1. ラブソング  –  (7:22)
2. カボチャ音頭  –  (3:25)
3. 男30のブルースよ  –  (3:02)
4. ベイビー  –  (4:35)
5. 花火  –  (7:42)
  - 娘みのりと、息子大介を想って書かれた歌。

### ボーナス・トラック
2008年リリースの紙ジャケット仕様盤には、ボーナス・トラックとして以下の曲が収録されている。
1. からっぽの唄（シングル・バージョン）  –  (5:26)
  - 作詞・作曲：岡林信康

## レコーディング・メンバー

### ミュージシャン
※歌詞カードの表記

#### Mr.Oのバラッド
- 唄・ギター：岡林信康

#### みのり
- 唄・ギター：岡林信康
- ギター：中川イサト

#### からっぽの唄（アルバム・バージョン）
- 唄・ギター：岡林信康
- ギター：中川イサト

#### 五年ぶり
- 唄・ギター：岡林信康
- オルガン：中川イサト
- エレキギター： 河合徹三<ラストショウ>
- ドラム： 島村英二<ラストショウ>

#### ラブソング
- 唄・ギター：岡林信康
- 鈴木慶一とムーンライダース
  - キーボード：鈴木慶一、岡田徹
  - ベース・ギター：鈴木博文
  - エレキギター：椎名和夫
  - マンダリン・パーカッション：武川雅寛
  - ドラム：橿渕哲郎

#### カボチャ音頭
- 唄・ギター：岡林信康
- ダウン・タウン・ブギウギ・バンド
  - スライド・ギター：宇崎竜童
  - ベース・ギター：新井武士
  - ドラム：鈴木洋幸
  - キーボード：千野秀一
  - リードギター：和田静男
- 白瀬社中
- 吉岡治とクレージー・ツアー

#### 男30のブルースよ
- 唄・ギター：岡林信康
- ドブロ：中川イサト
- エレキギター： 河合徹三
- ドラム：島村英二
- ウィルビーズ

#### ベイビー
- 唄・ギター：岡林信康
- 鈴木慶一とムーンライダース

#### 花火
- 唄・ギター：岡林信康
- ギター：中川イサト

※ジャケットの表記
- 唄、ギター、ハーモニカ  –  岡林信康
- ギター、オルガン  –  中川イサト（CBS・ソニーの御好意により）
- ベース  –  河合徹三<ラストショウ>
- ドラム  –  島村英二<ラストショウ>
- ダウン・タウン・ブギウギ・バンド（東芝EMI、PMPの御好意により）
- 鈴木慶一とムーンライダース（クラウンレコード、PMPの御好意により）

### コーラス・アレンジ
- 栗田俊夫

### スタッフ
- 制作担当  –  中村一好
- アシスタント：大江田信
- 録音担当  –  三尾喜夫
- イラストレーター：黒田征太郎
- 写真：川仁忍
- ジャケットデザイン：土屋直久

## 発売履歴
| 発売日         | レーベル       | 規格 | 規格品番   | 備考 |
| -------------- | -------------- | ---- | ---------- | --- |
| 1975年7月25日  | 日本コロムビア | LP   | LX-7015    | |
| 1988年2月21日  | 日本コロムビア | CD   | 30CA-2167  | 初CD化。 |
| 1993年11月21日 | 日本コロムビア | CD   | COCA-11135 | “CD文庫1500”シリーズによる再発。                                                                                    |
| 2008年12月17日 | 日本コロムビア | CD   | COCP-35313 | “昭和アーカイブス・紙ジャケこれくしょん”。2008年デジタルリマスター盤、紙ジャケット仕様。ボーナス・トラック1曲収録。 |